# Основин, Виктор Степанович
Ви́ктор Степа́нович Основин (5 июля 1924, Константиновка Сталинской (Донецкой области) области — 5 ноября 1990, г. Воронеж Воронежской области) — советский учёный-государствовед, доктор юридических наук, профессор, автор более 100 научных работ. Участник Великой Отечественной войны, партизан. Основатель, заведующий кафедрой государственного права и советского строительства Воронежского государственного университета (в настоящее время разделена на четыре действующие кафедры: кафедру административного и административного процессуального права, кафедру конституционного и муниципального права, кафедру международного и евразийского права, кафедру финансового права) в период с 03 сентября 1959 до 05 ноября 1990 г., декан юридического факультета Воронежского университета с 04 июня 1966 до 07 мая 1969 г.

## Биография
05 июля 1924 — родился в Константиновке Сталинской (сейчас: Донецкой) области.
В 1931 г. вслед за матерью переехал в Крым.
В 1941 г. в Ялте окончил среднюю школу. После начала Великой Отечественной войны подал заявление в горком комсомола с просьбой отправить его на фронт, но вместо этого был направлен в колхоз на уборку урожая, поскольку ему было всего 17 лет.
В октябре—ноябре 1941 года основная часть Крымского полуострова (кроме героически оборонявшегося Севастополя и прилегавшей к нему Балаклавы) была занята немецко-румынскими войсками. Полностью Крым был оккупирован в июле 1942 г..[1]
Виктор Степанович оказался на территории оккупированной Ялты вместе с матерью, которая работала в одном из госпиталей медсестрой, так как госпиталь не успел эвакуироваться.
С 1942 г. по заданию подпольной группы на оккупированной территории Ялты Виктор Степанович работает с молодёжью. В январе 1944 г. вступает в десятый Ялтинский партизанский отряд 7-й партизанской бригады Южного соединения, где сначала в качестве бойца, затем секретаря штаба отряда, члена бюро ВЛКСМ отряда находился до освобождения Ялты.
Воевал и далее, за освобождение Крыма в стрелковом полку регулярной армии.[2] После освобождения Ялты в апреле 1944 направлен на работу в городской отдел МВД. В июне 1944 г. добровольцем ушёл в армию, служит в 180 Армейском запасном стрелковом полку Приморской армии (Крымская область) в воинском звании капитана до 21 января 1945 года.[3] С конца января до 11 августа 1945 года работал в качестве стрелка военизированной охраны исправительно-трудовой колонии № 2 УВДТ Крыма.
В августе 1945 г. Виктор Степанович уволился из армии и отправился в Ленинград поступать в Ленинградский юридический институт им. М. И. Калинина Министерства Юстиции РСФСР (сейчас: Юридический факультет Санкт-Петербургского государственного университета), но не прошёл по конкурсу, и в конце лета вернулся в Ялту, где до августа 1946 г. работал мотористом в автобазе ВЦСПС. Там он был избран секретарем комсомольской организации автобазы, работал корреспондентом ялтинской городской газеты «Сталинское знамя».
С 1946 по 1950 г. был студентом Ленинградского юридического института им. М. И. Калинина Министерства Юстиции РСФСР, а с 1950 по 1953 г. там же обучался в аспирантуре. В Ленинградском юридическом институте он был сначала комсомольским групоргом, затем секретарем курсового бюро ВЛКСМ и членом Васильевскоостровского РК ВЛКСМ.
В ноябре 1951 г. становится членом КПСС.
30 июня 1953 г. защищает кандидатскую диссертацию на тему «Советский депутат по Сталинской Конституции», под научным руководством профессора Георгия Ивановича Петрова.[4]
После защиты кандидатской диссертации направлен в г. Воронеж, где с 1953 по 1958 г. занимал должность старшего преподавателя, а затем и доцента Воронежского филиала Всесоюзного юридического заочного института.[5] Сам филиал был открыт в Воронеже в 1951 г., но он не мог полностью удовлетворить огромный спрос на квалифицированных юристов, в связи с чем в 1958 г. происходит реорганизация Воронежского филиала Всесоюзного юридического заочного института в юридический факультет Воронежского государственного университета.[6] На этом факультете Виктор Степанович проработал до конца жизни:
В период с 1958 по 1959 г. был доцентом кафедры государственно-правовых наук;
В период с 1959 по 1960 г. был заведующим кафедрой государственно-правовых наук;
В период с 1960 по 1962 г. был заведующим кафедрой государственного и международного права;
В период с 1962 по 1990 г. был заведующим кафедрой государственного права и советского строительства.
12.11.1966 г. Высшая аттестационная комиссия СССР утвердила В. С. Основина в учёной степени доктора юридических наук после защиты докторской диссертации на тему «Советские государственно-правовые нормы и отношения». Виктор Степанович защищал докторскую диссертацию в Ленинграде, в родном институте, который в то время назывался Ленинградским государственным университетом им. А. А. Жданова.[7]
12.07.1967 г. Высшая аттестационная комиссия СССР утвердила В. С. Основина в научном звании профессора.
В период с 1966 по 1969 г. Виктор Степанович занимал должность декана юридического факультета Воронежского государственного университета.
Виктор Степанович Основин был известным ученым в масштабах всей страны, работал над самыми актуальными проблемами современной науки государственного права и теории управления, пользовался большим авторитетом и уважением среди своих коллег, в том числе ученых ведущих юридических ВУЗов. Под научным руководством В. С. Основина были подготовлены и защищены 15 кандидатских диссертаций и одна докторская диссертация. Являясь одним из первых доцентов, а затем и профессоров, юридического факультета Воронежского государственного университета, создал выдающуюся научную школу: среди его известных учеников Боброва Н. А., Бутусова Н. В., Бялкина Т. М., Зражевская Т. Д., Застрожная О. К., Лучин В. О., Сенцова М. В., Старилов Ю. Н., Просвирнин Ю. Г. и др.
Студенты и преподаватели юридического факультета ВГУ помнят о Викторе Степановиче, чтут память о нём: в его честь устраивают конференции, пишут научные труды. В 2008 г. его ученики, ныне известные учёные, профессора, издали книгу о своём наставнике — «Личность. Ученый. Учитель»[8], в 2010 г. декан юридического факультета Ю. Н. Старилов в сборнике избранных научных трудов «Воспоминания, идеи, мнения, сомнения»[9] с теплотой вспоминает о Викторе Степановиче как о учёном, о научном руководителе, близком человеке. В 1992 г. родственники Виктора Степановича передали в дар Университету в отдел редких книг ЗНБ ВГУ 255 книг с дарственными надписями, которые в 2011 г. году были переданы на постоянное хранение отделу обслуживания юридического факультета ВГУ. На восьмом этаже корпуса юридического факультета, среди остальных семи портретов деканов факультета, есть и портрет Виктора Степановича.[10]
Виктор Степанович был очень скромным человеком, о его личной жизни известно немного. Был женат, воспитывал дочь. Увлекался фотографией.
Неоднократно избирался депутатом Воронежского городского Совета народных депутатов, являлся членом научно-методического и научно-технического советов Минвуза СССР, членом Головного совета по юридическим наукам Минвуза РСФСР, членом научного совета «Закономерности развития государства, управления и права» отделения экономики и права АН СССР, членом методического совета при облисполкоме и членом методического совета при горисполкоме, членом парткома и месткома университета, партийного бюро юридического факультета.
Все, кто знал его, отзываются о нём как о большом трудоголике, порядочном, интеллигентном человеке.
Награждён орденами «Орден Отечественной войны II степени»[11], «Орден Трудового Красного Знамени», медалью «За боевые заслуги», юбилейной медалью «За доблестный труд в ознаменование столетия со дня рождения В. И. Ленина», знаками «Ударник 9-й пятилетки», «Победитель социалистического соревнования».

## Научная деятельность
Сфера научных интересов Виктора Степановича связана с теорией государственно-правовых отношений, теорией науки управления, правовыми основами деятельности органов государственной власти. Он является автором около 100 научных работ, из которых самыми известными являются:
1. Основин В. С. Нормы советского государственного права. — М.: Гос. изд-во юрид. Лит., 1963. — 112 с.
2. Основин В. С. Советские государственно-правовые отношения. — М.: Юрид. Лит., 1965. — 168 с.
3. Книга об основах советского государственного права/ В. С. Основин и др. // Изв.вузов. правоведение. — 197-. — № 2. — С. 122—123. — Рец. На кн.: Советское государственное право/ Я. Н. Уманский. — М.: Высш.шк., 1970. — 448 с.
4. Основин В. С. Основы науки социального управления. — Воронеж: Изд-во Воронежск.унт-та, 1971. — 260 с.
5. Основы советского права / под ред. В. С. Основина. — Воронеж: Изд-во Воронежск.унт-та, 1972. — 223 с.
6. Особенности и значение Конституции СССР 1977 года: учеб. Пособие / науч.ред. В. С. Основин. — Воронеж: Изд-во Воронеж. Ун-та, 1979. — 216 с.
7. Основин В. С. Городской совет — орган социального управления. — М.: Юрид. Лит., 1983. — 188 с.
8. Основин В. С. Советская представительная система: вопросы теории и перестройки. — Воронеж: Изд-во Воронежск.унт-та, 1991. — 128 с.
9. Советское государственное право: учебное пособие /под. ред. В. С. Основина. — Воронеж: Изд-во Воронеж. Ун-та, 1991. — 216 с.